# Арка (музыкант)
Алехандра Герси Родригес (исп. Alejandra Ghersi; род. 14 октября 1989, Каракас), известная под сценическим псевдонимом Арка (исп. Arca) — венесуэльская певица, автор песен, музыкальный продюсер и диджей.
Arca выпустила 8 студийных альбомов, среди которых одноимённый альбом Arca, KiCk i, Mutant и другие.

## Биография
Арка родилась в Каракасе, Венесуэла, в состоятельной семье. Её отец работал инвестиционным банкиром, а мать преподавала в International Studies. Когда ей было 3 года, её семья переехала в Дариен, Коннектикут, но спустя 6 лет семья Герси вернулась обратно в Венесуэлу, где Алехандра получила частное образование и несколько лет ходила на закрытые уроки пианино. В возрасте 13 лет Алехандра бросила уроки пианино, решив писать собственную музыку, и освоила программу FL Studio. В подростковом возрасте она писала музыку под псевдонимом Nuuro. Позже она получила высокие отзывы от таких венесуэльских исполнителей, как Los Amigos Invisibles.
В 17 лет Герси переехала в Нью-Йорк и поступила в Школу искусств Тиша. В Нью-Йорке Арка окончательно сформировала стиль своей музыки.

## Музыкальная карьера
1 февраля 2012 года Арка выпустила свой первый мини-альбом «Barón Libre». Позже, в этом же году, Арка выпустила ещё 2 мини-альбома: «Stretch 1» 19 апреля и «Stretch 2» 6 августа.
В 2013 году Арка стала продюсером и соавтором пяти песен с альбома «Yeezus» Канье Уэста. В этом же году 23 июля Арка выпустила микстейп «&&&&&» на SoundCloud. 17 сентября вышел мини-альбом «EP2» от FKA twigs, где Арка была указана продюсером и соавтором каждой песни.
Дебютный студийный альбом «Xen» был выпущен на лейбле «Mute Records» 4 ноября 2014 года. Также имеется другая версия альбома (Xen ????? Edition), содержащая ещё два дополнительных трека — «????? A» и «????? B».
20 января 2015 года вышел альбом Бьорк «Vulnicura», где Арка была указана как продюсер семи песен и как соавтор двух.
Второй студийный альбом «Mutant» вышел 20 ноября 2015 года.
Третий студийный альбом, получивший название «Arca», вышел 7 апреля 2017 года на лейбле «XL Recordings».
Релиз часового сингла «@@@@@» состоялся в феврале 2020 года, а через 4 месяца на лейбле XL Recordings вышел четвёртый студийный альбом под названием «KiCk i», содержащий четыре сингла — «Nonbinary», «Time», «KLK» (совместно с Розалией) и «Mequetrefe». Альбом получил преимущественно положительные отзывы критиков. Альбом отличается доступностью на фоне более ранних работ Арки. В декабре этого же года состоялся релиз ремикс-альбома «Riquiquí;Bronze-Instances (1-100)».
В 2021 году вышел мини-альбом «Madre», состоящий из четырёх песен.
В конце 2021 года, начиная с 30 ноября по 3 декабря Arca выпустила продолжения альбома «KiCk i», которые называются «KICK ii», «KicK iii», «kick iiii», «kiCK iiiii».

## Интересные факты
- Альбом «Xen» назван в честь одного из ранних псевдонимов Герси.
- Для записи альбома «Madre», Arca сотрудничала с Оливером Коутсом, ранее сотрудничавшим с Radiohead. Для записи трека «Madreviolo», Алехандра купила скрипку, которую сразу же после записи уничтожила.
- Изначальное название альбома «Arca» — «Reverie».

## Личная жизнь
В подростковом возрасте Алехандра отрицала свою гомосексуальность, считая это ненормальным. Она вела личный дневник, в котором записывала все свои мысли.
В 2018 году Алехандра Герси совершила каминг-аут как небинарная персона, позже добавив, что идентифицирует себя как транс-женщина и просит использовать в отношении себя местоимения она/её или они/их («…she/her or they/them.» в переводе с англ.).

## Дискография
Основная статья: Дискография Arca (англ.)
Студийные альбомы
- Xen (2014; Mute Records) + Xen ????? Edition (2014; Mute Records)
- Mutant (2015; Mute Records)
- Arca (2017; XL Recordings)
- KiCk i (2020; XL Recordings)
- «KICK ii» (2021; XL Recordings)
- «KicK iii» (2021; XL Recordings)
- «kick iiii» (2021; XL Recordings)
- «kiCK iiiii» (2021; XL Recordings)

Микстейпы
- &&&&& (2013)
- Sheep (2015)
- Entrañas (2016)
- @@@@@ (2020)

Миксы
- Baron Foyel  (2011; DIS Magazine)
- FADER/MoMA PS1 Warm Up Mix (2012; The Fader)

#### Внеальбомные синглы
- Monstruosidad (2015)
- Яitual (2021)
- Puta / Sola (2025)

Мини-альбомы
- Baron Libre (2012; UNO NYC)
- Stretch 1 (2012; UNO NYC)
- Stretch 2 (2012; UNO NYC)
- Madre (2021; XL Recordings)

#### Ремикс-альбомы
- Riquiquí;Bronze-Instances (1-100) (2020; XL Recordings)